# モロッコラグビー連盟
モロッコラグビー連盟（フランス語: Fédération Royale Marocaine de Rugby）はモロッコのラグビーユニオンの統括団体。1956年に設立され、1986年にラグビーアフリカ連合（現：ラグビーアフリカ）に創設団体として加盟、1988年に国際ラグビー評議会（現：ワールドラグビー）に加盟した。

## チーム
- ラグビーモロッコ代表